# Raymond Pelet
Pour les articles homonymes, voir Pelet.
 (avril 2012).
Si vous disposez d'ouvrages ou d'articles de référence ou si vous connaissez des sites web de qualité traitant du thème abordé ici, merci de compléter l'article en donnant les références utiles à sa vérifiabilité et en les liant à la section « Notes et références ».
Raymond ou Raimond Pelet ou Pilet ou bien encore Pelilus dit le croisé (vers 1075 – après 1120), co-seigneur d'Alès après son mariage, participe à la première croisade dans l'armée du comte de Toulouse Raymond IV. Il va se rendre célèbre au siège d'Antioche ou au siège de Jérusalem de 1099.

## Biographie

### Début de carrière
Il est le fils de Bernard Pelet († après 1068) et d'une femme inconnue. Il serait le petit-fils de Raymond II, vicomte de Narbonne. Le nom « Pelet » vient d'un surnom désignant une fourrure que la noblesse portait par-dessus la cuirasse et la cotte d’armes.
Raymond Pelet fait partie de l'armée du comte de Toulouse Raymond de Saint-Gilles lors de la première croisade.

### Ses exploits à la croisade
Tous les chroniqueurs des croisades, et notamment Guillaume de Tyr, exaltent de concert et comme à l'unisson, sa vaillance, sa beauté, sa piété, sa puissance et sa magnificence. Les écrivains du Gesta Dei per Francos et les troubadours décrivent ce Raymond toujours comme une sorte de héros mythologique. Les exploits de Raymond Pelet à la Terre-Sainte sont surtout consignés dans la Chronique de Raimond d’Agiles (ou d'Azille), et dans La Guerre sacrée par Guillaume de Tyr, auteurs contemporains qui eux-mêmes ont pris part aux événements de cette guerre.
Il est présent au siège de Nicée du 14 mai au 19 juin 1097, et concourt à la défaite du sultan Soliman sous les murs de Nicée le 6 mai 1097.

#### Antioche
Raymond Pelet va se rendre célèbre devant Antioche. Le premier siège d'Antioche a lieu du 21 octobre 1097 au 2 juin 1098. Il commande en second le onzième corps de l'armée chrétienne, avec le comte Isnard de Die, Gérard de Roussillon, Guilhem V de Montpellier et Guillaume-Amanieu d'Albret, lors de la sortie générale d’Antioche.
Le second siège d'Antioche dure du 7 juin au 28 juin 1098. Les musulmans tentent de reprendre la ville aux croisés.

#### Talamania
Raymond Pelet constitue une petite armée de volontaires, tant cavaliers que fantassins, et s'avance à leur tête à deux journées de marche d'Antioche, où les Syriens lui remettent le château de Talamania, dont ils étaient les maîtres.
Il s'avance ensuite vers Marra. Il rencontre aux environs de celle ville une armée mulsulmane qu'il met d'abord en fuite malgré l'inégalité du nombre. Mais ses adversaires reviennent à la charge avec toutes leurs forces, et il doit battre en retraite et se défendre jusqu'au soir du 27 juillet 1098. Sa troupe accablée par la multitude, la soif et la lassitude, ayant perdu un grand nombre d'hommes, prend alors le parti d'abandonner et de rejoindre le château de Talamania.
Le 15 août 1098, Raymond Pelet et Raymond Ier de Turenne repoussent une attaque de Turcs... Il ne cesse cependant de faire des courses sur les terres des infidèles, jusqu'au premier d'octobre qu'il rejoint l'armée à Antioche.

#### Prise de Tortose
Le 14 février 1099, Raymond Pelet et Raymond Ier de Turenne sont détachés, avec 100 cavaliers et 200 hommes de pied, pour prendre la ville de Tortose défendue par son château. Ils l'assiègent et donnent le change aux assiégés sur leur infériorité numérique en allumant, le soir venu, d'innombrables feux dans la campagne environnante. Les défenseurs de château de Tortose, épouvantés, s'enfuient avant l'aube, abandonnant la ville aux croisés.
Raymond Pelet seconde le comte Raymond IV de Toulouse dans son expédition sur Tripoli.

#### Jérusalem

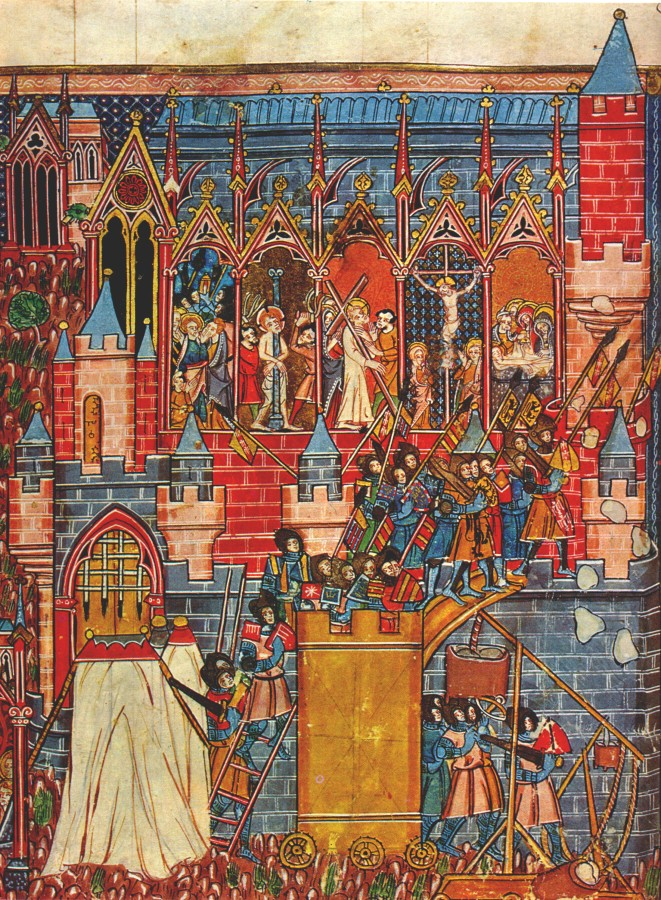
Siège de Jérusalem (1099).

Raymond Pelet est cité par les historiens, dont Guillaume de Tyr, comme l'un des meneurs qui montent à l'assaut de Jérusalem, le 14 juillet 1099, immédiatement après le comte de Toulouse, et qui contribuent à la prise et à la délivrance de cette cité sainte.
Début juillet 1099, neuf vaisseaux génois arrivent au port de Joppé pour venir au secours des croisés. Le comte de Toulouse envoie Raymond Pelet, Guillaume de Sabran, et Raymond Ier de Turenne, à la tête de 50 cavaliers pour les protéger. Ces derniers s'étant avancés, trouvent Galdemar aux prises avec un corps de 700 infidèles venant de Rama qui l’attaquent, infligeant des pertes très importantes à son infanterie. Les survivants défendent le port de Jaffa encore avec beaucoup de bravoure et vendent chèrement leur vie, lorsque Raymond Pelet et Guillaume de Sabran chargent les ennemis avec tant de fureur qu'ils en laissent 200 sur place. Le détachement de Turenne permet aux Génois de débarquer sans obstacle dans le port de Joppé leur matériel de secours qui va permettre de prendre Jérusalem.

## Famille
Raymond Pelet et son épouse Mabel, de famille inconnue, ont eu comme fils Bernard V Pelet (décédé en 1172) qui deviendra Comte de Melgueil par son mariage en 1146 avec Béatrice de Melgueil.